# آي أو إس 10
آس أو إس 10 (بالإنجليزية:IOS 10) هو الإصدار العاشر من إصدارات الآي أو إس من شركة أبل الأمريكية، وقد كان الإصدار العاشر خليفة للإصدار التاسع وقد تم الإعلان عنه في 13 حزيران 2016 ولإصداره في 13 أيلول من نفس العام. وقد خلفه الإصدار الحادي عشر في 19 أيلول 2017.